# The Gladiators (banda)

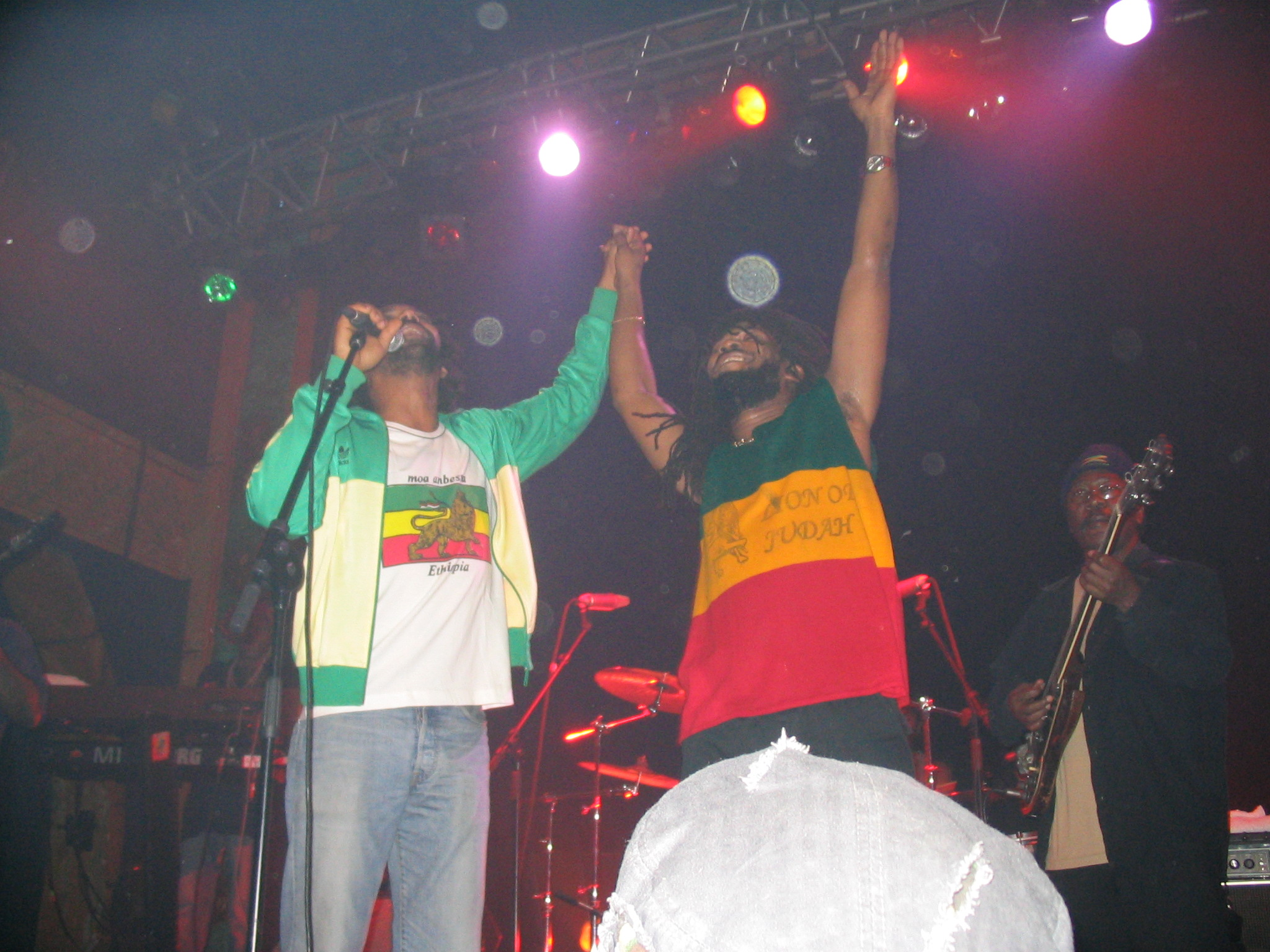
The Gladiators - Viver concerto

The Gladiators é uma importantíssima banda jamaicana de reggae formada em 1968 e muito popular, principalmente, durante a Década de 1970, mas permanecendo ainda uma referência no cenário reggae nas décadas seguintes.
A formação inicial da banda era composta pelos seguintes integrantes: Albert Griffiths (vocal e guitarra), Clinton Fearon(guitarra e vocal) e Dallimore Sutherland(vocal, baixo e guitarra) e mais os irmãos Alan e Anthony Griffiths.
O líder vocal, principal compositor e formador da banda Albert Griffiths se revezava nos vocais com Clinton Fearon e Dallimore Sutherland demonstrando a grande versátilidade do grupo. Em 1987, Clinton Fearon deixa a banda para seguir carreira solo e decide morar nos Estados Unidos. 
A maioria das letras e interpretações são de responsabilidade de Albert.
O primeiro grande sucesso da banda foi a canção melódica 'Hello Carol', em 1968. Os dois álbuns mais famosos são Trenchtown Mix Up (1976) e Proverbial Reggae (1978).

## Historia da Banda
Albert, foi o fundador do grupo. Depois de alguns sucessos como o singles "You Are The Girl", em 1966, ele recrutou seus amigos de infância David Webber e Errol Grandison em 1968 para formar o grupo vocal original Gladiators. O nome do grupo teria sido sugerido por um passageiro de ônibus  durante o tempo de suas primeiras gravações.
O primeiro sucesso do grupo principal foi com o single "Hello Carol" em 1968. Pouco depois, em 1969, Webber foi acometido de doença e foi substituído por Clinton Fearon, um grande amigo de Albert Griffiths. Clinton Fearon deixa os vocais da banda para seguir carreira solo da mesma forma Grandison deixou o grupo em 1973 para compromissos familiares e foi substituído por Dallimore Sutherland.

## Álbuns de estúdio
| Álbum                                 | Ano  | Gravadora        |
| ------------------------------------- | ---- | ---------------- |
| Trenchtown Mix Up                     | 1976 | Virgin           |
| Studio One Presenting the Gladiators  | 1977 | Studio One       |
| Proverbial Reggae                     | 1978 | Virgin           |
| Naturality                            | 1979 | Virgin           |
| Sweet So Till                         | 1979 | Virgin           |
| Gladiators                            | 1980 | Virgin           |
| Babylon Street                        | 1982 | Jam Rock         |
| Back To Roots                         | 1982 | Stunt Sounds     |
| Symbol of Reality                     | 1982 | Nighthawk        |
| Reggae To Bone                        | 1982 | Jam Rock         |
| Serious Thing                         | 1984 | Nighthawk        |
| Show Down Vol. 3 w/ Don Carlos & Gold | 1984 | Empire           |
| Country Living                        | 1985 | Heartbeat        |
| Dread Prophesy w/ The Ethiopians      | 1986 | Nighthawk        |
| In Store For You                      | 1988 | Heartbeat        |
| On The Right Track                    | 1989 | Heartbeat        |
| Valley of Decision                    | 1991 | Heartbeat        |
| A True Rastaman                       | 1992 | MPO              |
| The Storm                             | 1994 | Riddim Mu        |
| Something a Gwaan                     | 2000 | RAS              |
| Once Upon A Time In Jamaica           | 2002 | XIII Bis Records |
| Fathers and Sons                      | 2005 | RAS              |
| Continuation                          | 2009 | Unknown          |

## Compilações e álbuns ao vivo
| Álbum                                        | Data | Gravadora  |
| -------------------------------------------- | ---- | ---------- |
| Studio One Presenting the Gladiators         | 1979 | Studio One |
| Vital Selection                              | 1981 | Virgin     |
| Gladiators By Bus                            | 1982 | Jam Rock   |
| Live at Reggae Sunsplash w/ Israel Vibration | 1982 | Genes      |
| Dreadlocks The Time Is Now                   | 1983 | Virgin     |
| A Whole Heap                                 | 1989 | Heartbeat  |
| Full Time                                    | 1995 | Nighthawk  |
| Alive & Fighting                             | 1997 | Mediacom   |
| At Studio One: Bongo Red                     | 1998 | Heartbeat  |
| Sold Out                                     | 2000 | M10        |
| Live in San Francisco                        | 2003 | 2B1        |
| Europe Tour 2006: Live in Paris              | 2006 | Unknown    |